# Lucile Passavant
Lucile Passavant est une poétesse, artiste peintre pastelliste, sculptrice et graveuse sur bois française née à Paris le 10 février 1910 et morte à Poissy le 2 avril 2012.
Très proche d'Aristide Maillol à Marly-le-Roi à partir de 1928, elle  vécut à Morainvilliers de 1945 à 2000, puis à la maison de retraite Hervieux à Poissy jusqu'à sa mort.

## Biographie

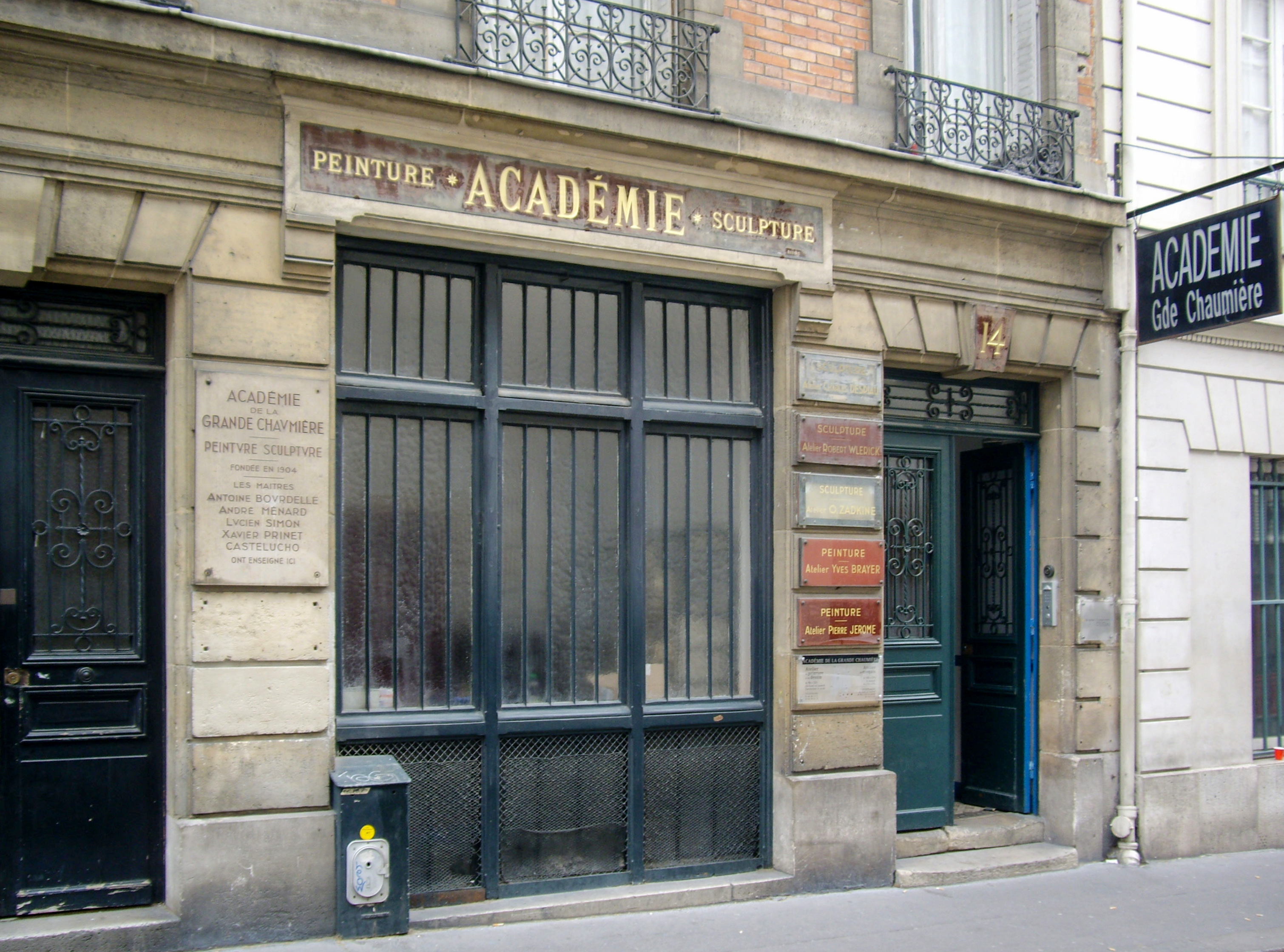
Académie de la Grande Chaumière, Paris

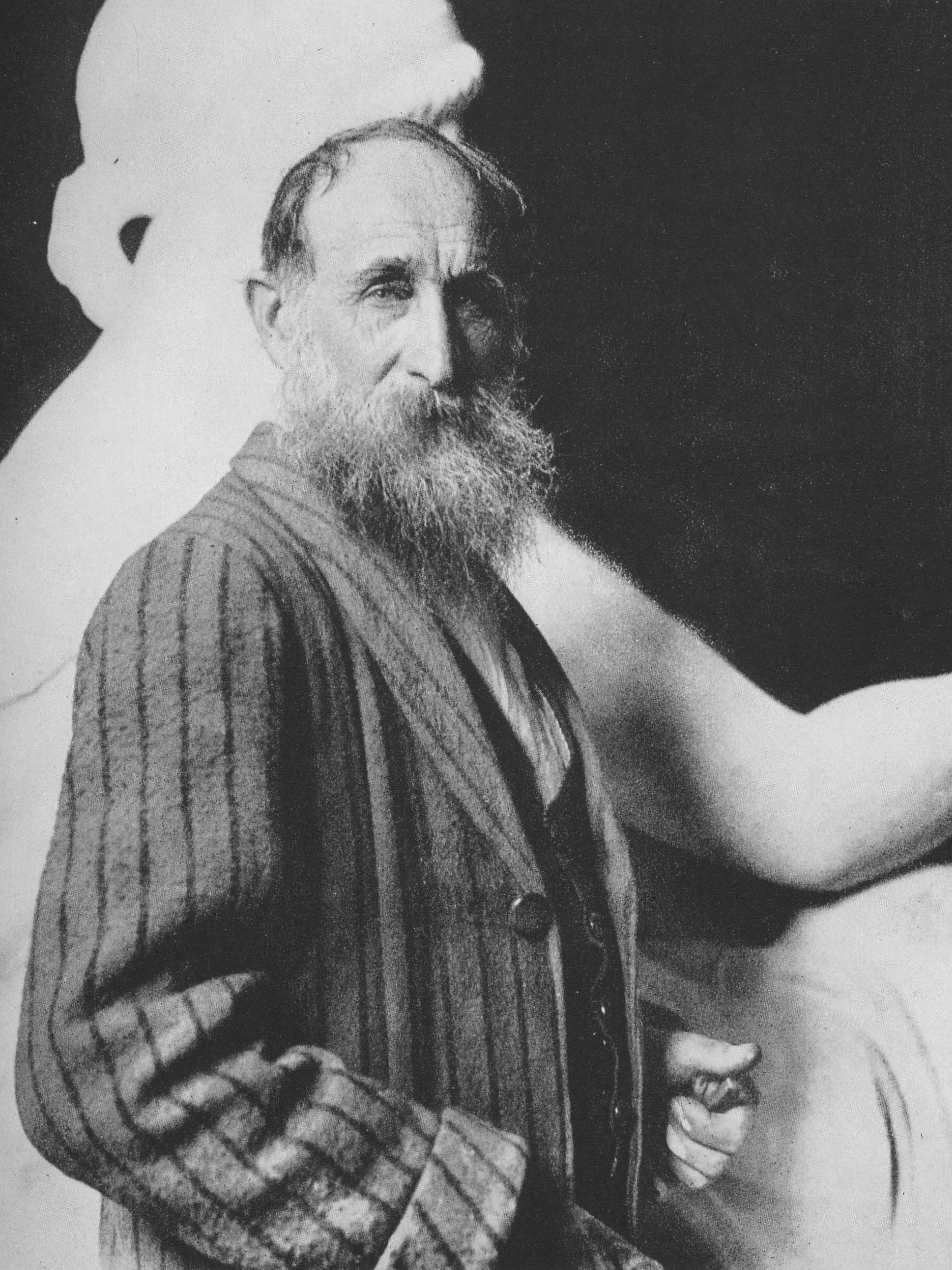
Aristide Maillol

Née en 1910 à Paris d'un père médecin et d'une mère modiste, Lucile Passavant passe son enfance en Belgique, pour revenir dans la capitale française en 1918. Attirée dès l'âge de dix ans par la poésie et le pochoir, un climat familial conflictuel - fondé, comme elle s'en confiera plus tard à Harry Kessler, sur le remariage désapprouvé de sa mère, alors âgée de près de 40 ans, avec un jeune homme de 20 ans - la contraint cependant à quitter son foyer et à abandonner sa scolarité en 1921 pour se faire vendeuse dans une boulangerie. Les petits métiers se suivent : en 1927, elle gagne fort modestement sa vie en ajourant la soie, étudiant le dessin dans les cours du soir de l'Académie de la Grande Chaumière.
Lucile Passavant est accueillie en 1928 à Marly-le-Roi chez Aristide Maillol (1861-1944). Elle explique elle-même dans un écrit de janvier 1975, rapporte Ronald Alley, comment cette entrée chez Maillol procède alors d'un choix personnel de « la jalouse » Clotilde Maillol qui voit dans cette adolescente (elle n'a que 18 ans) d'apparence fragile (quoique de proportions parfaites, elle ne pèse que 46 kilos) le modèle idéal, non susceptible d'éveiller des sens âgés de 67 ans. Maillol lui enseigne la gravure sur bois, elle en devient la maîtresse (Clotilde saccage l'atelier de Maillol lorsqu'en 1930 elle les surprend en flagrant délit de grande intimité) et, trois années durant, elle en est le modèle : elle est entre autres l'une des Trois Nymphes du groupe en bronze éponyme de 1930 dont on peut voir un exemplaire dans le jardin des Tuileries à Paris, un autre à la Tate Gallery de Londres, d'autres encore au musée des beaux-arts de Berne, au Meadows Museum de Dallas ou au Norton Simon Museum de Pasadena.
C'est dans ce contexte que dès 1929, remarquée pour cela par Maurice Denis, Ker-Xavier Roussel et surtout par Harry Kessler qui en juin 1930 invite Maillol et Lucile à séjourner chez lui à Weimar, notre jeune artiste réalise dans la proximité du maître ses premières sculptures en terre glaise et qu'en 1931 (année où elle se marie, effectue un grand voyage de noces en Italie, Espagne et Afrique du nord et développe son travail du pastel) elle devient le graveur sur bois de l'œuvre de Maillol, le demeurant après 1934, date à laquelle Dina Vierny, la dernière et la plus célèbre des muses de Maillol, arrive dans l'intimité du vieil artiste.
Lucile Passavant s'installe à Orgeval en 1938, puis à Morainvilliers en 1945 (année de sa première exposition personnelle à Paris, grâce à Harry Kessler qui la présente à la galerie Jeanne Castel), dans une maison qu'elle fait construire, qu'elle entoure d'un vaste jardin-musée consacré à ses sculptures, et qu'elle habitera jusqu'en 2000. La grande période de ses expositions, notamment à Paris et à Londres, se situe entre 1954, année de ses premières sculptures en bronze, et 1975. On la qualifie alors d'artiste surréaliste, épithète suggéré, car elle ne se lia jamais à ce mouvement, tant par les créatures étranges - toutes sortes de sirènes, faunes, animaux anthropomorphes, êtres acéphales ou bicéphales - qui peuplent son œuvre sculpté, que par les architectures irréelles - temples, grottes, gratte-ciels - qu'elle invente dans ses dessins et pastels.
Lucile Passavant, veuve et sans enfant, atteinte par la maladie d'Alzheimer, passe les douze dernières années de sa vie à la maison de retraite Hervieux de Poissy, une ordonnance du juge des tutelles la contraignant en octobre 2000 de se séparer de son important fonds d'atelier qui est dispersé aux enchères à Saint-Germain-en-Laye. Elle meurt le 2 avril 2012.

## Contributions bibliophiliques
- Virgile, Les Bucoliques (traduction de l'abbé Jacques Delille, 1811), 80 bois gravés originaux de Lucile Passavant, tirage 200 exemplaires, Éditions Philippe Gonin, Paris, 1951[12].

## Expositions

### Expositions personnelles
- Galerie Jeanne Castel, Paris, 1945.
- Galerie André Maurice, Paris, 1955.
- Lucile Passavant - Sculptures, La Vieille Fontaine, Lausanne, mars-avril 1955[13].
- Galerie René Drouet, Paris, 1964, 1965.
- Galerie Schmit, Paris, 1965.
- Madden Galleries, Londres, 1965.
- Galerie Vendôme, Paris, 1966, 1968.
- Musée Paul-Valéry, Sète, 1973.
- Parc de Bagatelle, Paris, 1987.
- Lucile Passavant - Sculptures, dessins, Fondation Taylor, Paris, 1987.
- Jean Loiseau et Alain Schmitz, commissaires-priseurs, Vente de l'atelier Lucile Passavant, hôtel des ventes de Saint-Germain-en-Laye, mercredi 4 octobre 2000[4].

### Expositions collectives
- Salon d'automne, Paris, 1942.

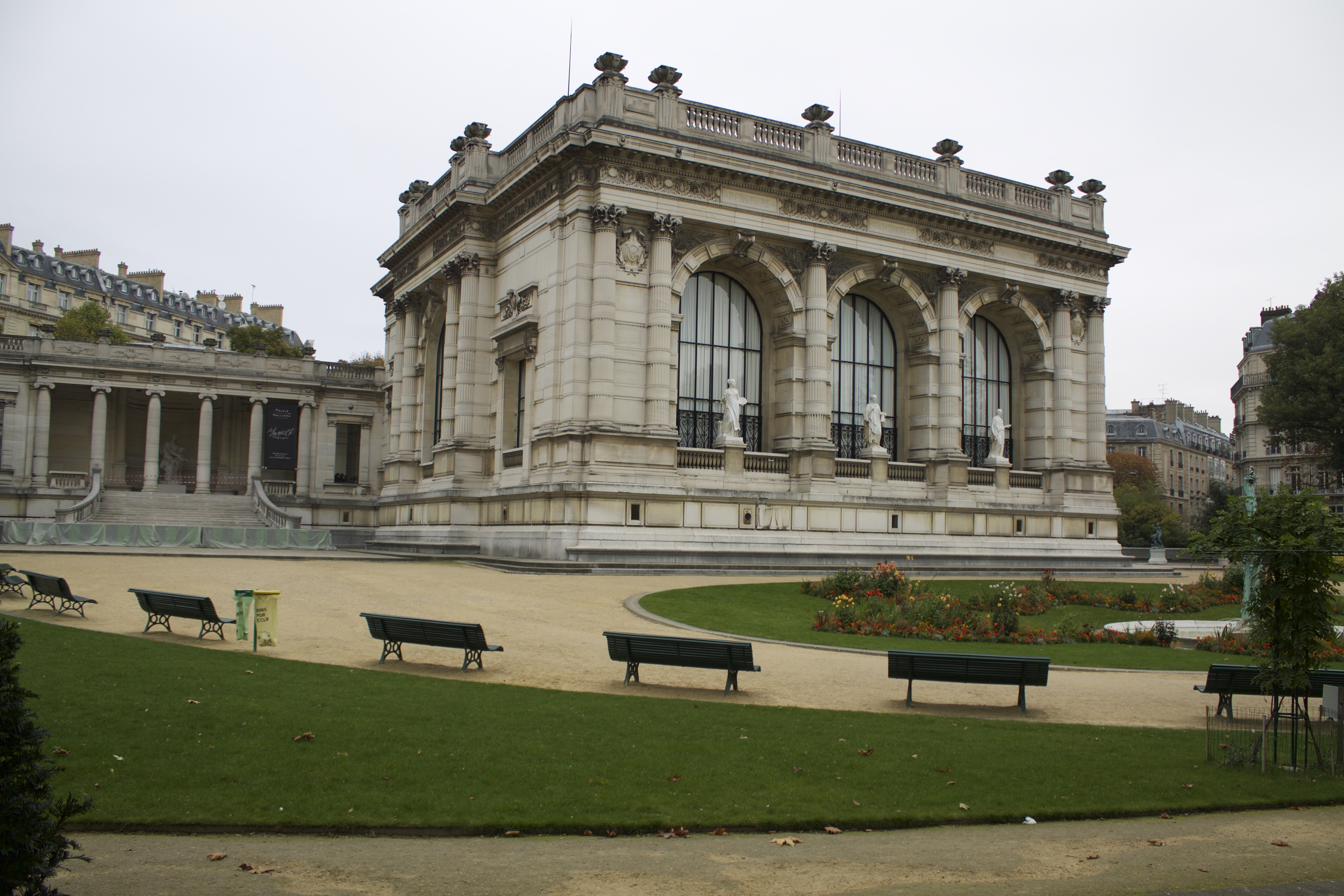
Musée Galliera, Paris

- Expositions internationales de Lugano, Castellanza et Milan, 1972.
- Exposition internationale, Sète, 1973.
- Salon des peintres témoins de leur temps, Musée Galliera, Paris, janvier-février 1976 (thème : La vie paysanne ; sculpture présentée : L'épi de la moisson)[14], février mars 1977 (thème : La fête ; sculpture présentée : Humoresque)[15].
- Feuilles pastorales - Virgile et le livre d'artiste en France, Musée des beaux-arts du Canada, Ottawa, septembre-décembre 1999[16].

## Réception critique
- (en) « In addition to having the kind of young, firm, heavy body that Maillol loved, Lucile was indeed a bright girl, with a talent for sculpture. Her work compares quite faborably with what Maillol was doing at that time. Her young mind was like a sponge, soaking up the master's sense of form and design. She carved woodcuts to illustrate classical poetry just like Aristide had done years earlier. She was a natural. But she was a bit too free spirited to do Maillol knock-offs forever. She eventually ventured out to explore her own sense of human form. » - Harry Kessler[8]
- (en) « In 1951, the early-nineteenth century translation par Jacques Delille was recuperated in a fine edition with woodcuts by Lucile Passavant, a highly erotic development of the Maillol interpretation of Les Bucoliques, with a more explicite theme of rampant sexuality, even across the species: this is a strange partnership beetween the abbé Delille, whose translation of Les Bucoliques first appeared in 1811, and Lucile Passavant, Maillol's mistress, whom Harry Kessler (In the Twenties)[8] described as having considerable talent, and who clearly learned from Maillol her stylistic eroticism. » - Annabel Patterson[17]
- « ...Un style néo-archaïque soutenu par la tradition de Rodin, Maillol, Despiau. » - Dictionnaire Bénézit[9]

## Prix et distinctions
- Médaille de la Ville de Poissy le 11 juin 2010, pour le centenaire de l'artiste.

## Collections publiques
- Ashmolean Museum, Oxford, sculptures[18].
- Mairie de Morainvilliers, hall de l'hôtel de ville, sculpture.
- Musée d'art moderne de la ville de Paris, Jeune femme drapée, bronze, cire perdue, Fonderie Valsuani, vers 1964[19].
- Parc de la maison de retraite Hervieux, Poissy, sculpture.
- Centre hospitalier intercommunal, Poissy, La Solitude, sculpture.

## Collections privées référencées
- Harry Kessler, Fenêtre avec fleurs, gouache, 1931[20].
- Walter Strachan, dessins[21].